# Ferrari 553 Squalo

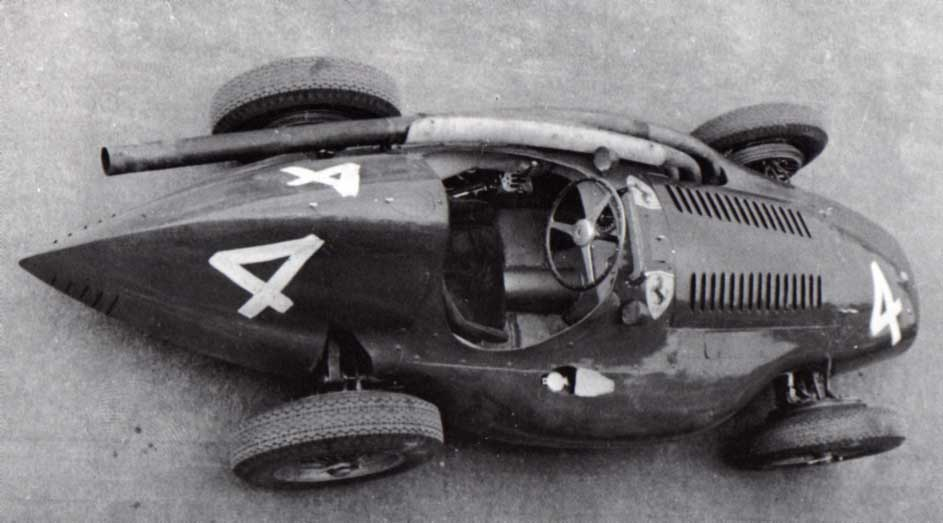
Ferrari 553 Squalo

Der Ferrari 553 Squalo war ein Monoposto-Rennwagen, der 1953 von Ferrari gebaut und 1953 und 1954 in der Automobil-Weltmeisterschaft eingesetzt wurde.

## Entwicklungsgeschichte
Der 553 wurde bereits 1953 als Formel-2-Wagen entwickelt und beim Großen Preis von Italien in Monza im selben Jahr erstmals eingesetzt. Umberto Maglioli wurde im 553 Achter, Piero Carini fiel mit Motorschaden aus.
Der 553 war der erste Ferrari mit einem Gitterrohrrahmen. Die Zusatzbezeichnung „Squalo“ (zu deutsch „Haifisch“) erhielt der Rennwagen aufgrund der seitlichen Ausbuchtungen im Mittelteil. Der Wagen hatte ursprünglich einen Vierzylindermotor mit 2 Liter Hubraum. 1954 wurde das Reglement der Fahrerweltmeisterschaft geändert. Jetzt konnten wieder Fahrzeuge der Klasse Formel 1 eingesetzt werden. Die 553 bekamen einen neuen Motor mit 2,5 Liter Hubraum, der 240 PS leistete.
Bei den Fahrern war der Wagen unbeliebt, weil er schwer zu fahren war. 1954 setzte die Scuderia auch den 625F1 in der Weltmeisterschaft ein und die Fahrer wechselten zwischen den Typen hin und her. Dadurch wurden die Ressourcen innerhalb der Scuderia aufgesplittet, nicht gerade vorteilhaft für die Weiterentwicklung der Fahrzeuge. Erst durch die Verlagerung des Motors innerhalb des Gitterrohrrahmens nach hinten und durch den Einbau von Schraubenfedern an der Vorderachse konnten die Fahreigenschaften des 553 wesentlich verbessert werden.

## Renngeschichte
Die Weltmeisterschaft der Fahrer war allerdings längst zu Gunsten von Juan Manuel Fangio und Mercedes-Benz entschieden, als Mike Hawthorn das letzte Rennen der Saison, den Großen Preis von Spanien, gewann. Es blieb der einzige Sieg des 553 in der Weltmeisterschaft, der 1955 vom Ferrari 555 abgelöst wurde.